# جهاز القياس الإلكتروليتي السببي
جهاز قياس الإلكتروليتي اليسببي (بالإنجليزية: The Reason electrolytic meter)‏
يستخدم بصفة عامة في التغذية بالتيار المستمر DC ويتكون من أنود مستدير حلقي الشكل من الزئبق والأريديوم ومادة إلكتروليتية (محلول متشبع من الزئبق وأيود البوتاسيوم) الذي يملأ أنبوبة الجهاز ماعدا المملوء بالزئبق.
- يفقد الجهاز الإلكتروليتي بعض من الزئبق بواسطة الأنود بسبب انتقاله إلى الكاثود خلال العملية الإلكتروليتية ويتم التعويض عن مخزون الزئبق بواسطة خزان الزئبق البارز من الجزء الجانبي للأنبوبة الذي يوضع عندها حلقة الأنود وبالتالي فإن مستوى الزئبق في الأنود يستمر ثابتاً بواسطة الخزان ويتم سد أنبوبة الجهاز بإحكام، وبالتالي لا يوجد تأثير للحالات الخارجية على قراءة الجهاز.
- كما يوضع غطاء من الزجاج لمنع زئبق الأنود أن يراق في أنبوبة القياس نتيجة الاهتزازات الميكانيكية.
- وأنبوبة القياس تأخذ شكل القمع وتوضع رأساً أسفل حلقة الكاثود بحيث يمكنها التقاط نقاط الزئبق الساقطة من حلقة الكاثود، وأنبوبة القياس تُدرج بالـ wh أو كيلوواط ساعي عندما يكون الجهد ثابت وتثنى أنبوبة القياس على نفسها مرتين حتى أن الزئبق عندما يصل إلى مستوى معين، يمضِ خارجاً إلى أنبوبة قياس كبيرة مقسمة إلى 155 وحدة أو قسم، وتحدث عملية المص بعد مرور 155 وحدة خلال جهاز القياس.
- وأسلاك البلاتين تمثل الأطراف، وأحد الأطراف تغمس في زئبق الأنود والأخرى تُلحم في الكاثود وعندما يمر التيار في الالكتروليت تُزال كمية معينة من الزئبق الموجود في الأنود، ونفس الكمية ترسب عن الكاثود، وكتلة كمية الزئبق المترسبة والتي تتناسب مباشرة مع كمية الكهرباء ( Coulmbs or Amp.H ) المارة خلال جهاز القياس، وتجمع في أنبوبة القياس، وإذا كانت مساحة مقطع الأنبوبة منتظماً، فإن تدريج الجهاز يكون منتظماً تماماً وإعادة وضع الجهاز تتم بقلبه والسماح للزئبق بأن يعود مرةً أخرى إلى الوعاء العلوي.
- ويتم زيادة مدى الجهاز بتزويده بمقاومة توازي، حيث أن القوة الدافعة الكهربائية العكسية الناتجة عن الاستقطاب في الجهاز هي حوالي (0.001V).
- ولهذا السبب لا يتولد خطأ يعتد به عند الأحمال المنخفضة بسبب أي ترحيل من القسمة الصحيحة للتيار بين الجهاز ومقاومة التوازي حيث أن الجهاز له معامل حراري سالب، ولذا يوصل بالأميتر على التوالي مقاومة ذات معامل حراري موجب قبل التوصيل بمقاومة التوازي المصنعة من المنجانين، وتصنع مقاومة التوالي في شكل ملف، جزء منه من الحديد المقصدر، والجزء الآخر من الكونستنتان ومقاومته يتم ضبطها بحيث أن المقاومة الكلية للملف والجهاز تبقى ثابتة عند جميع درجات الحرارة